# Chiesa di San Benedetto (Salerno)
La chiesa di San Benedetto è una chiesa originariamente longobarda che si trova in via San Benedetto nel centro storico di Salerno e che fa parte del più ampio complesso monastico omonimo.

## Storia
Si ignora l'origine di questa celebre abbazia benedettina. Essa rivestì un ruolo importante nella storia religiosa e civile di Salerno, diventando un frequentato centro di studi ai tempi dei Longobardi e dei Normanni. Il Cottineau fissò la sua fondazione nel 793 e non si esclude l'ipotesi che stia stata fondata da Arechi II. La prima notizia sicura è data dal Codice Diplomatico Cavense, in cui si fa riferimento ad una donazione avvenuta nell'803. Il Chronicon Salernitanum riferisce che nell'884 fu distrutta dai Saraceni e che nell'886 fu restaurata da Angelario, abate di Montecassino.
Il Chronicon Salernitanum riferisce che nell’884 fu distrutta durante una scorreria dei saraceni e che fu ricostruita due anni dopo dall’abate Angelario, divenendo in poco tempo un punto di riferimento per la vita religiosa dell’Italia meridionale. Tanto da ritrovarsi, nel 938, a capo di tutti i monasteri, chiese e celle benedettine del Principato di Salernoe delle Calabrie.
L'ipotesi secondo cui, fino al 931 fosse alle dipendenze di Montecassino e nello stesso anno elevata, sotto Guaimario II, ad abbazia indipendente, non è suffragata da documenti. Nel 938 risulta a capo di tutti i monasteri benedettini del Principato di Salerno e delle Calabrie. Nel 946 riceve il privilegio, confermato anche negli anni successivi, della protezione Apostolica dal Papa Agapito II. 
L'imperatore Ottone II di Sassonia, trovandosi a Salerno nel 981, confermò la supremazia di San Benedetto su tutte le altre chiese e monasteri. In un documento del 990 è denominato monastero di Santa Maria e San Benedetto e ne viene precisata la collocazione nell'area dell' "Hortus Magnus".
Dal 1023 il monastero (colla chiesa attigua) fu occupato da Guaiferio, Maione e Maginolfo, nipoti di Guaimario IV, ed adibito in parte a civili abitazioni, per poi essere riconsegnato ai monaci vent'anni dopo.
Nell'agosto del 1057 Gisulfo, fa nominare abate di San Benedetto il monaco cassinese Alfano il quale, divenuto Arcivescovo di Salerno l'anno successivo, affida il monastero a Desiderio, abate di Montecassino che poi fu eletto papa nel 1086 con il nome di Vittore III, succedendo così a Gregorio VII, che proprio tra le mura dell'abbazia era morto l'anno precedente.
Il 26 maggio 1296 il re Carlo I d'Angiò ordinò allo Stratigoto di Salerno di far trasportare nei locali del monastero le macchine da guerra costruite a Salerno per la migliore sicurezza contro le insidie dei nemici. Nel 1375 inizia la serie di Abati Commendatari del Monastero, di cui il primo risulta essere Giovanni de Aragonia e l'ultimo, nel 1573, Ottaviano Ravaschieri. Dopo ottocento anni di alterne vicende, tra periodi di splendore e decadenza, il monastero (colla chiesa) viene affidato nel 1581 da Papa Gregorio XIII a quattro padri sacerdoti e a due laici professi della Congregazione dei Benedettini Olivetani.
Nel 1581 l'abbazia passa alla congregazione degli Olivetani. 
Le leggi napoleoniche sopprimono il monastero nel 1807 e nel 1811 dopo 226 anni. La chiesa, dopo profonde trasformazioni, diventa "Real Teatro di San Gioacchino" e poi, con i Borbone di "San Matteo". Il re Ferdinando II, nel 1833, ignorando la trasformazione in teatro del complesso monastico, conferisce a Girolamo dei Marchesi D'Andrea la vacante Badia di San Benedetto, divenuta di regio patronato. In seguito a ciò, nel 1843 ordina l'abolizione del teatro ed il ripristino e la riapertura del luogo di culto ma i suoi ordini non furono eseguiti e nello stesso teatro fu organizzata una rappresentazione in suo onore. 
Nell'occasione, il Re borbonico osservò quanto fosse eccellente l'acustica del teatro e alla risposta del Parroco di San Domenico che rivendicava la profanazione in atto, venne dato immediato ordine di smantellare il teatro e di ripristinare la chiesa. Nel marzo del 1845 il locale venne consegnato all'Arcivescovo Marino Paglia il quale affidò i lavori di ripristino all'architetto Giovanni Rosalba, uno dei più rinomati del tempo. I lavori furono completati nel 1857 e la chiesa divenne parrocchia del SS. Crocifisso. 
Appena dieci anni dopo, l'allora sindaco anticlericale Matteo Luciani fece sgomberare la chiesa per trasformarla in alloggio per le truppe militari. Il parroco, Gaetano Giannattasio, portò la questione in tribunale e vinse, ottenendo la chiesa della Pietà di Piantanova nel frattempo che si sgomberasse quella di San Benedetto. Tuttavia, solo nel 1963 la chiesa fu restituita al clero, mentre il monastero continuava ad essere caserma militare.
Nel periodo in cui la chiesa fu proprietà del Ministero della difesa, furono apportati ingenti modifiche: abbattimento della navata est, per realizzarvi una rampa carrabile, dimezzamento e divisione della navata centrale, realizzazione di camerate nella navata ovest e chiusura del nartece frontale della Chiesa.

## Interno
Da ogni parte della costruzione dominano archi a tutto sesto e particolari dello stile romanico.
Sulla facciata vi è un pronao a tre archi a tutto sesto su colonne di spoglio con capitelli corinzi. A sinistra vi sono i resti dell'antico campanile.
La chiesa una volta godeva di un quadriportico, ora diviso a metà dalla strada di fronte, dentro le cui mura, già inglobate alla fine del Trecento dal palazzo della Regina Margherita di Durazzo, è stato costruito il Museo Archeologico Provinciale.
L'interno è a pianta basilicale a tre navate al di sopra delle quali vi è una serie di monofore con cornice in tufo policromo. Due arconi murati sulle pareti laterali, sono testimoni del fallito tentativo, del XII sec., di trasformare la chiesa a pianta basilicale.

## La leggenda di Pietro Barliario e la Fiera del Crocefisso
Sul crocifisso della chiesa si racconta una leggenda, una delle più suggestive dell'intera storia della città: quella del mago Pietro Barliario.
Egli, salernitano di nascita, fu un alchimista del X secolo al quale la fantasia popolare attribuiva le più fantastiche imprese, quali trasformare l'acqua in vino, far spuntare le corna sulla testa degli antipatici o far innamorare di sé le donne più belle. La sua impresa più memorabile fu quella di costruire, in una sola notte di tempesta e con l'aiuto dei diavoli, l'acquedotto medievale sito attualmente nella vicina Via Arce (chiamato, per questo, i ponti del Diavolo).
Il Diavolo, suo amico di tante malefatte, si vendicò però di lui in maniera atroce. Un giorno in cui il mago era assente, due suoi nipoti, Fortunato e Secondino, giocherellando nel laboratorio con delle pozioni magiche probabilmente velenose, caddero morti, colpiti da sincope. Barliario, scoprendo i corpi al suo ritorno, impazzì totalmente per il dolore e cominciò a deperire rapidamente; finché, allo stremo delle forze, si recò nella chiesa di San Benedetto e si gettò in preghiera ai piedi del Crocifisso sull'altare, scalzo e battendosi il petto con una pietra. Dopo tre giorni di penitenza passati pregando e vegliando, avvenne il miracolo: il capo del Cristo dipinto sul crocefisso bizantino alzò la testa, e aprì gli occhi in segno di perdono. Da allora Pietro si diede a Dio, facendosi monaco e rinchiudendosi nello stesso convento di S.Benedetto, ove morì quasi centenario e fu sepolto insieme a sua moglie.
Il crocefisso ora si trova nel Museo diocesano; anche se gravemente danneggiato da un incendio nel XVIII sec., ha ancora il viso e parte delle gambe ben visibili.
Per via di e dal ricordo di tale miracolo trae origine la Fiera del Crocifisso, che si svolge i quattro venerdì di Quaresima, prima del venerdì Santo. In essa, artigiani provenienti dalla provincia di Salerno (ma certe volte, anche dal resto d'Italia e dall'estero) espongono le loro creazioni, mentre gruppi folcloristici danzano e cantano, ricreando l'atmosfera medievale dell'epoca.